# Dichroplus alejomesai
Dichroplus alejomesai är en insektsart som beskrevs av Liebermann 1967. Dichroplus alejomesai ingår i släktet Dichroplus och familjen gräshoppor. Inga underarter finns listade i Catalogue of Life.